# MR-12 (Rakete)
MR-12 ist eine sowjetische Höhenforschungsrakete. Die MR-12 hat eine Gipfelhöhe von 100 km, einen Durchmesser von 0,45 m, eine Länge von 8,77 m und eine Flossenspannweite von 1,40 m.
Die MR-12 wurde zwischen dem 3. September 1965 und dem 5. Februar 1997 695 mal eingesetzt und hauptsächlich von Kapustin Jar und von der Hayes-Insel gestartet.